# Бердников, Яков Павлович
Я́ков Па́влович Бе́рдников (по другим данным Петро́вич; октябрь 1889, с. Вановье, Моршанский уезд, Тамбовская губерния, Российская империя — 5 марта 1940, Москва, СССР) — русский советский поэт.

## Биография
Родился в октябре 1889 года (точная дата рождения неизвестна) в селе Вановье (ныне село Ваново Моршанского района Тамбовской области России) в семье крестьянина. Учился в церковно-приходской школе, но не окончил её. С 10 (11) лет начал трудовую деятельность «мальчиком» в сельской пекарне.
В 1902 году вместе с родителями переехал в Петербург. После долгих скитаний по заводам и фабрикам города приобрел профессию токаря. «1905 год,— сообщает Бердников в автобиографии,— метнул меня в бурный водоворот восстания ленинградских рабочих, и за вывоз на тачках мастеров и распространение прокламаций РСДРП я был в 1908 году выслан на родину» . Вернувшись из ссылки в Петербург, работал на Путиловском заводе токарем. Участие в революционном рабочем движении послужило толчком к творчеству.
Скончался 5 марта 1940 года. Похоронен на Ваганьковском кладбище (17 уч.). Его стихи до сих пор включаются в антологии, коллективные сборники, посвящённые поэзии начала XX века.

## Творчество
Бердников принадлежит к поколению пролетарских поэтов (М. Герасимов, В. Кириллов, В. Александровский, В. Казин, И. Садофьев и др.), которое получило свое оформление в 1912—1914 — в пору предвоенного подъема рабочего движения, было воспитано «Звездой», «Правдой» и представляло позднее поэзию Пролеткульта и «Кузницы». Самые ранние стихи Бердникова распространялись устно и в списках среди рабочих. Первым печатным выступлением Бердникова было стихотворение «Завод» («Промчалась буря с тучей громовою…»), опубликованное в 1909 в журнале «Весна». Бердников печатал свои стихи в большевистских газетах «Звезда» («К свободе», 1912), «Правда» («Моему сыну», 1912); в издании «Новый год» («Пронеслась пора глухая…», 1913); «Гимн труду» («Как призрак промчались пасхальные дни…», 1913), а также в «Трудовой правде», «Полночи», «Вестнике приказчика», «Всемирной панораме» и др. Стихотворение Бердникова «Шуми, вагранка, дуй сильней…» (отрывок из поэмы «Литейщики», 1914), опубликованное в журнале «Рабочий», стало известной рабочей песней.
В ранних стихах Бердникова преобладает тема труда. Нередко она перерастала в тему стихийного протеста против социальной несправедливости. Стихи, написанные как отклик на события Октябрьской революции и опубликованные на страницах газеты «Правда», проникнуты пафосом освобождения, радостно-восторженного восприятия мира.
Свершилось...
И смолкли проклятья,
И сброшен насилия гнёт...
Да здравствуют
Братства объятья!
Да здравствует
Вольный народ!
В 1917 в Петрограде выходит первый сборник Бердникова «Сонет рабочего», одобрительно встреченный критикой (см. рец.: Н. К. // Красная газета. 1918. 8 мая. Вечерний вып.). Второй сборник стихов Бердникова «Цветы сердца» вышел в 1919 и в течение одного года выдержал 6 изданий.
После Октябрьской революции Бердников активно сотрудничал в петроградских газетах и журналах («Красная газета», «Северная коммуна», «Грядущее», «Пламя», «Красная колокольня»).
В 1919—1920 Бердников часто выступал в газете 7-й армии «Боевая правда» и других военных изданиях: «Красный командир», «Красный флот», позднее — в журналах «Кузница», «Рабочем журнале». Бердников писал не только о рабочей жизни и современных буднях. Его волновала тема Руси деревенской.
В 1921 выходит третий сборник стихов Бердникова «Пришествие», где главной стала тема «смычки» города и деревни. Социально-политическая лексика в книге перемежается с религиозно-мифологической. Бердников восклицает, что пришел в деревню «не с елейным чудом», а переплавлять «угарно-дымные лачуги» в вагранках, обещая воздвигнуть счастья алтари. Наступает конец сонному и древнему царству, двери изб открываются в «простор», кормилец-плуг перепахивает вековечную целину, «взрывает полей равнины».
В 1920-е Бердников вместе с И. И. Садофьевым, А. П. Крайским и др. петроградскими поэтами был активным участником литературной группы «Космист». Отдельным изданием вышли его поэмы «В неволе» (1922), «Ерёма» (1923), «Пути-дороги» (1925). Совместно с А. П. Крайским Бердников выпустил сборник «Серп и молот» (1925).
Рабоче-крестьянская тематика в поэзии Бердникова разрабатывалась в русле как классической традиции, так и поэтических новации эпохи. Рядом с заводами, вагранками, космическими и библейскими образами в его стихах соседствуют «дивные грезы», «чарующие дали». Поэтические средства из арсенала романтиков и символистов Бердников нередко превращал в штампы, прибегая к подражательности и в ритме, и в интонации, и в инструментовке стиха. В лучших своих стихах, где ощутимо песенное начало, сумел освободиться от подражательности и пролеткультовского флёра и найти свою собственную интонацию.

## Издания
Бердников Я. [Стихи] // Русская революционная поэзия. 1895—1917: Антология. — Л., 1957. — С. 76 — 80.
Автобиография // Пролетарские писатели: Антология пролетарской литературы. М., 1924.
Бердников Я. [Стихи] — М., 1929.
Бердников Я. [Стихи] // Пролетарские поэты. Л., 1939. Т.3.
Бердников Я. [Стихи] //Революционная поэзия (1890—1917). 2-е изд. Л., 1954.
Бердников Я. [Стихи] // Из поэзии 20-х годов. — М., 1957. — С. 27 — 30.
Бердников Я. [Стихи] // Поэты «Правды». Стихотворения: 1912-1922- М., 1967. — С. 90 — 100.
Бердников Я. [Стихи] // Русская поэзия XIX — начала XX веков (Дооктябрьский период). — М., 1979. — С. 79 — 80.
Сборники и антологии
- Пролетарские поэты первых лет Советской эпохи. — Большая серия. Второе изд-ние. — Л.: Советский писатель, 1959. — Я. П. Бердников С.141-147; 588 с.; ил. —  10 000 экз. (Библиотека поэта)